# John Leyburn
John Leyburn (né en 1615 à Cunswick Hall à Beetham dans le comté de Westmoreland et mort le 20 juin 1702 à Londres) est un ecclésiastique catholique anglais qui fut vicaire apostolique d'Angleterre de 1685 à 1688, puis vicaire apostolique du district de Londres de 1688 à sa mort. En plus d'être théologien, il était également mathématicien et un ami intime de Descartes et Hobbes.

## Biographie
John Leyburn est le quatrième fils de John Leyburn et de son épouse Catharine, née Carr. Il est aussi le neveu de George Leyburn et descend de Sir James Leyburn, député du Westmoreland. Il poursuit ses études au collège anglais de Douai, où il est admis le 20 juin 1633. Il est ordonné prêtre, puis enseigne pendant un certain temps les humanités au collège de Douai. Pendant la guerre civile anglaise, il est précepteur de Francis Browne, fils aîné du vicomte Montagu (catholique), et l'accompagne pour son Grand Tour. Il fait partie des ecclésiastiques qui sont recommandés à Rome dès 1657 pour succéder à Richard Smith, en tant que vicaire apostolique d'Angleterre. Il réside pendant douze ans en Angleterre en tant que chapelain de la famille de Lord Montagu. Contrairement à son oncle George Leyburn, il considère que le Vieux Chapitre (fondé par Mgr Bishop, premier vicaire apostolique d'Angleterre, et Mgr Smith, comme organe clandestin de gouvernement ecclésial en Angleterre) a été érigé de manière valide et confirmé par le Saint-Siège.
Il est nommé président du collège anglais de Douai à la suite de son oncle George en mai 1670. Il démissionne de ce poste en 1676, pour se rendre à Rome, où il devient secrétaire et auditeur du cardinal Howard de Norfolk. Une assemblée particulière se tient au palais du Quirinal le 6 août 1685 afin de régler des affaires anglaises. La Propaganda Fide, suivant la requête du cardinal Howard, choisit John Leyburn comme vicaire apostolique de toute l'Angleterre, décision approuvée par le pape Innocent XI le même jour. John Leyburn est sacré évêque le 9 septembre suivant à Rome, avec le titre d'évêque in partibus d'Adramytte (de). Il arrive à Londres, le mois suivant, et le roi Jacques II d'Angleterre le loge au palais Saint James avec une pension annuelle de mille livres sterling. Il est accompagné du nonce apostolique Ferdinando d'Adda. Mgr Leybrurn fait d'abord une grande visite pastorale dans le royaume et administre le sacrement de confirmation à plus de deux mille fidèles, ce qui n'avait pas été fait depuis des décennies. Pendant son séjour à la cour d'Angleterre, il tisse des liens d'amitié avec l'évêque anglican de Chester, Thomas Cartwright, partisan lui-aussi de Jacques II.
Mgr Leyburn tente de modérer le zèle du roi Jacques II dans sa défense de la cause catholique pour en pas raviver les fortes dissensions; il déclare au roi que le corps enseignant et les étudiants du Magdalen College d'Oxford ont été induits en erreur et qu'ils doivent bénéficier de la restitution, non seulement pour des raisons religieuses, mais aussi pour des raisons politiques. En 1688, le vicariat apostolique d'Angleterre est divisé en quatre parties : le vicariat apostolique du district de Londres, le vicariat apostolique du district du Midland, le vicariat apostolique du district de l'Ouest et le vicariat apostolique du district du Nord; Leyburn prend la tête du premier district dont le siège est à Londres, selon la lettre apostolique du 30 janvier 1688.
Lorsque la Glorieuse Révolution éclate en 1688, John Leyburn et le prêtre Bonaventure Giffard (en) sont arrêtés à Faversham alors qu'il s'apprêtaient à embarquer à Douvres. Ils sont jetés en prison, Mgr Leyburn étant incarcéré à la tour de Londres. Le 9 juillet 1690, les deux ecclésiastiques sont libérés sous caution et à condition qu'ils traversent la Manche avant la fin du mois suivant. Par la suite, Mgr Leyburn est fréquemment alarmé et rappelé à l'ordre quand surviennent des accrocs dans les relations avec le gouvernement, mais au fil du temps le ministère ne s'occupe plus de lui si ce n'est pour être informé de temps en temps de l'endroit où il se trouve. Il meurt à Londres le 9 juin 1702 et Bonaventure Giffard lui succède.

## Travaux
- Leyburn traduit en latin le traité sur l'âme de Sir Kenelm Digby, sous le titre de Demonstratio Immortalitatis Animæ Rationalis, publié à Paris en 1651 et 1655.
- Avec Giffard, P. Ellis, et James Smith (vicaire apostolique du district du Nord), il publie A Pastoral Letter from the four Catholic Bishops to the Lay-Catholics of England (à propos du rétablissement de l'autorité épiscopale en Angleterre) à Londres en 1688 (rééditée en 1747[3]).

## Source de la traduction
- (en) Cet article est partiellement ou en totalité issu de l’article de Wikipédia en anglais intitulé « John Leyburn » (voir la liste des auteurs).